# Roosevelt-Campobello International Park
Der Roosevelt-Campobello International Park ist ein von National Park Service der Vereinigten Staaten von Amerika und Parks Canada gemeinsam betriebenes Projekt in Welshpool auf Campobello Island in New Brunswick (Kanada).

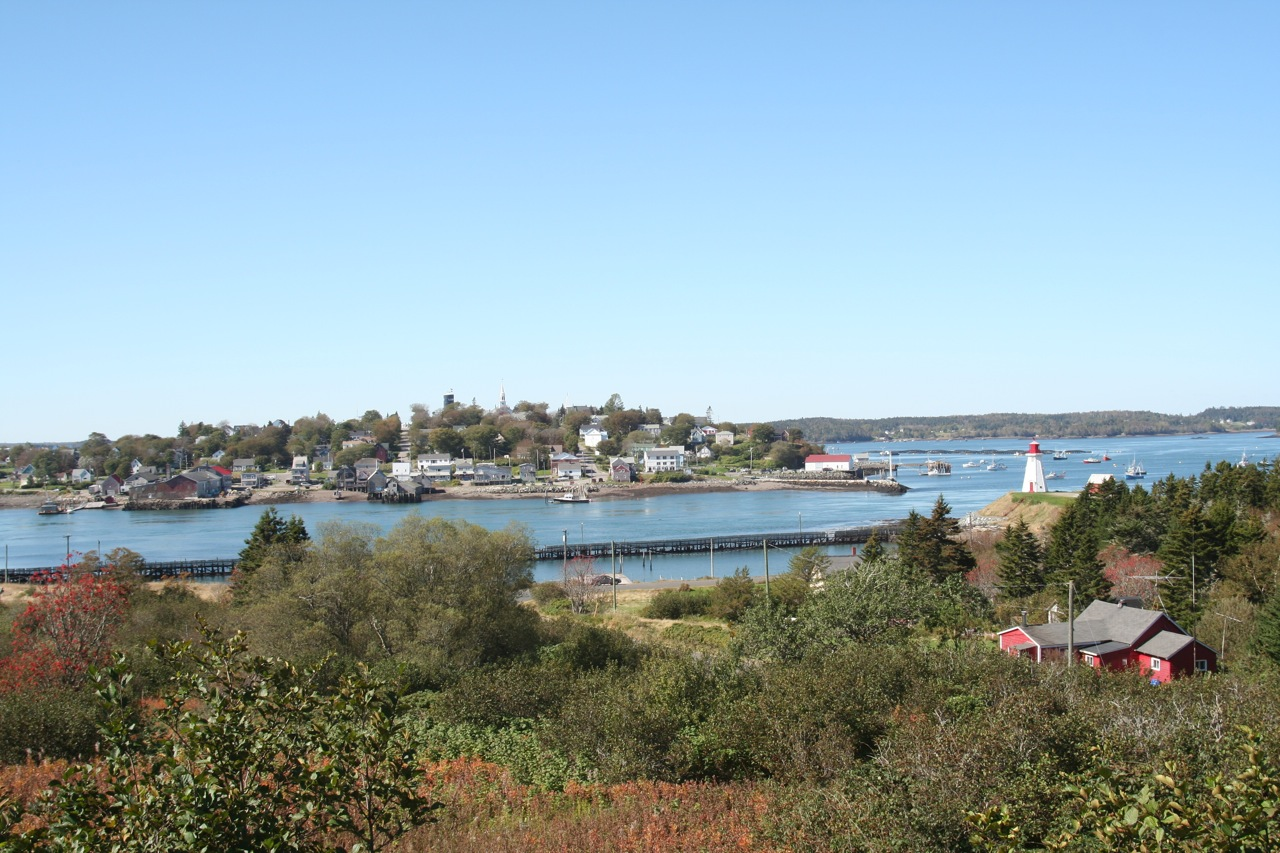
Mulholland Point Lighthouse und Lubec (Maine)

## Einführung
Kernstück des weitläufigen Geländes ist das 1897 errichtete Landhaus, welches über 34 Räume verfügt. In diesem befindet sich eine Dauerausstellung zur Baugeschichte des Hauses und zur Familie Roosevelt.
Weiterhin befinden sich auf dem 1.134 Hektar großen Parkgelände das Edmund-S.-Muskie-Besucherzentrum (weitere Ausstellungen zu Franklin Delano Roosevelt und zur Geschichte des Parks, Videotheater, Souvenirs), das als Konferenzzentrum genutzte Hubbard Cottage, drei weitere, nicht zugängliche Landhäuser (Wells-Shober Cottage, Prince Cottage und Johnston Cottage), das Mulholland Point Lighthouse und umfangreiche Gartenanlagen.
8 Meilen (13 Kilometer) Wanderwege ermöglichen den Zugang zur Küste und zu weniger genutzten Parkarealen.

## Geschichte
Das Cottage, welches heute den Kern des Parks bildet und mehrere Tausend Touristen jährlich anzieht, wurde 1897 ursprünglich für die Bostoner Familie Kuhn errichtet. Nach dem Tod der Bauherrin erwarb Sara Ann Delano, die Mutter Franklin D. Roosevelts, im Jahr 1909 das Gebäude nebst zwei Hektar Land für nur 5.000 US-Dollar. Erst mit ihrem Tod 1941 ging das Gelände an ihren einzigen Sohn, den damaligen Präsidenten, über. Von 1909 bis 1921 verbrachte die Familie Roosevelt hier die Sommermonate. Im Jahre 1915 erfolgte ein Anbau, welcher sich stilistisch dem vorhandenen Baukörper anpasste. Da Franklin D. Roosevelt seit 1921 an Poliomyelitis (Kinderlähmung) oder einer anderen den Bewegungsapparat einschränkenden Krankheit litt, wurde das Landhaus von ihm nur noch selten genutzt, bei einer Rückkehr 1933 musste aufgrund seines Gesundheitszustandes die Raumaufteilung geändert werden, da Räume im Obergeschoss nun unerreichbar waren. Zwischen 1921 und seinem Tod 1945 hielt sich der Präsident nur noch dreimal auf Campobello Island (1933, 1936 und 1939) auf. 
Seine Frau Anna Eleanor Roosevelt – Nichte des Präsidenten Theodore Roosevelt – nutzte gemeinsam mit den Kindern 1925 das Haus, weitere Besuche ohne ihren Mann folgten. Während der Aufenthalte 1935 und 1947 verfasste sie hier weite Teile der beiden Bände ihrer Autobiographie. Der letzte Besuch der ehemaligen First Lady erfolgte im Sommer 1962 wenige Monate vor ihrem Tod und diente der Einweihung der Brücke nach Lubec.
Der Park wurde am 7. Juli 1964 gegründet und von beiden Nationen administriert.

## Sommerhaus von Franklin Delano Roosevelt

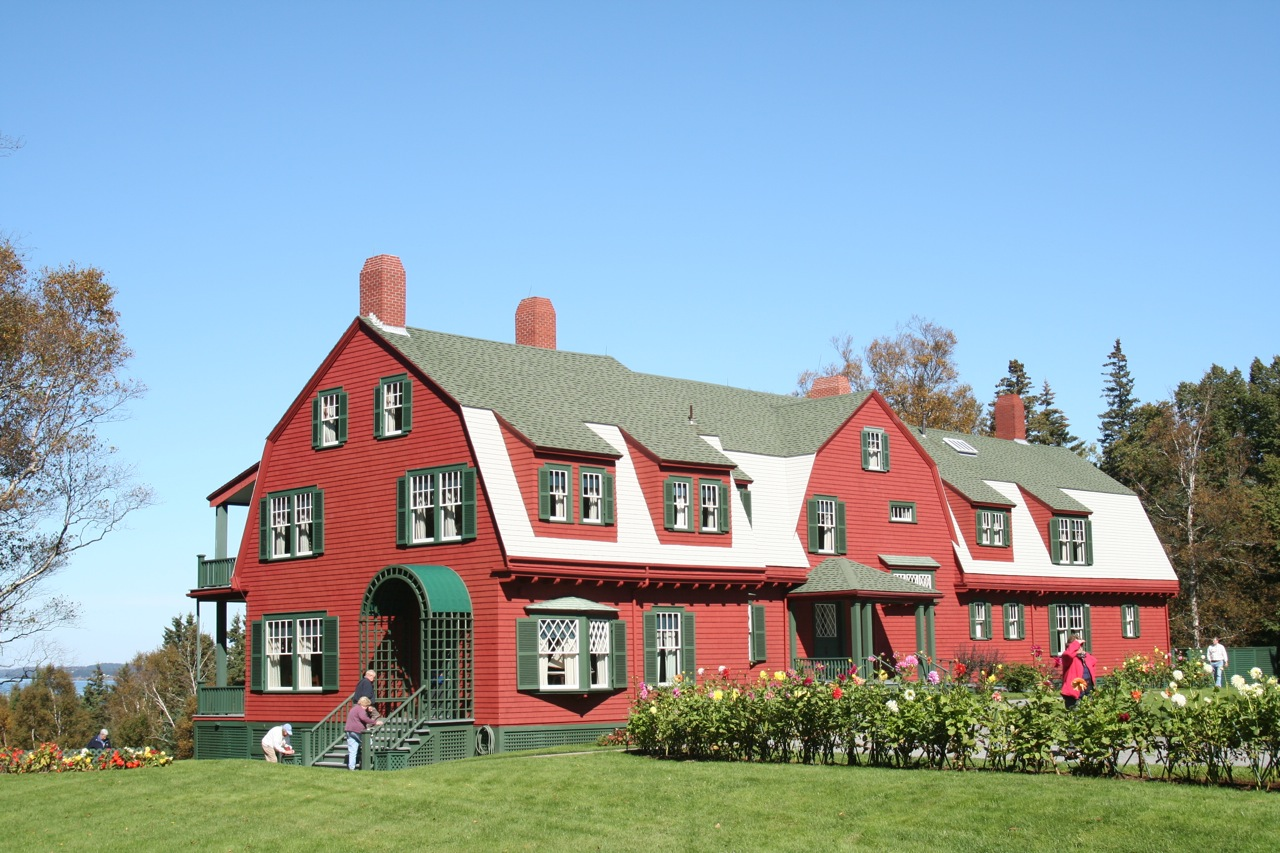
Sommerhaus (Südansicht)

Das zweistöckige Gebäude ist nach den Umbauten von 1915 175 Fuß (35,7 Meter) lang und 35 Fuß (10,7 Meter) breit. Es besitzt 76 Fenster und 7 Feuerstellen, welche die 34 Räume – davon 18 Schlaf- und 6 Badezimmer – erwärmten. Der Haupteingang richtet sich nach Südosten aus, die teilweise verglaste Terrasse gibt den Blick nach Nordwesten in Richtung der Passamaquoddy Bay und Eastport (Maine) frei.
Das Haus wurde im Skelettbau fast vollständig aus Holz errichtet, die Außenwände sind mit Zedernschindeln bedeckt, gleiches gilt im Originalzustand für das Dach. Alle Wände des Hauses bestehen aus verputztem Holz, für Fenster, Türen und Schwellen wurde ebenfalls Holz verwendet.
Das Gebäude besaß zum Zeitpunkt seiner Benutzung als Sommerhaus weder einen Elektrizitäts- noch einen Telefonanschluss, die Beleuchtung erfolgte mit Hilfe von Kerosinlampen und Kerzen. Ein ausgeklügeltes System diente der Versorgung mit fließendem Wasser – eine hauptsächlich mittels eines Windrades angetriebene Pumpe beförderte Quellwasser in einen Wasserturm, von welchem aus Vorratsbehälter im Dachgeschoss des Landhauses versorgt wurden. Wichtigste Wärmequelle waren die 7 Feuerstellen, welche mit Holz geheizt wurden, welches in einer Kiste unterhalb der Treppe zum Obergeschoss aufbewahrt wurde. Der Herd in der Küche wurde weitgehend mit Kohle betrieben.
Der heutige Rundgang betritt das Haus durch einen ehemaligen Nebeneingang und führt zunächst durch Räume, welche aufgrund der Erkrankung des Hauseigentümers zum Ende seiner Nutzung als Empfangszimmer und Büro dienten. Ursprünglich befanden sich hier ein Schul- und ein Spielzimmer der Kinder, heute werden Fotos der Präsidentenfamilie und Gegenstände, welche hier genutzt wurden (Ruder, Schwimmhilfen, Brettspiele, Werkzeuge zur Herstellung von Buddelschiffen und Ähnliches), in einem kleinen Museum gezeigt.
Der Rundgang führt weiter zu den Schlafzimmern von James Roosevelt, welcher später vom Secret Service genutzt wurde, und zum Schlafzimmer des Lehrers, welches nach 1933 der Präsident selbst nutzte. Man betritt anschließend ein kleines, an das Wohnzimmer angrenzendes Arbeitszimmer, von welchem ein direkter Weg zur Diele und zur Treppe ins Obergeschoss besteht. Neben dem Wohnzimmer, dessen große Fenster sich in Richtung einer offenen Veranda mit Blick über die Bucht richten, befindet sich ein ähnlich großes Speisezimmer. Im Ostflügel schließen sich Wirtschaftsräume einschließlich der Küche an. Nahe einem Nebeneingang befindet sich eine weitere, verwinkelte Treppe ins Obergeschoss, welche die Verbindung zu den dort gelegenen Räumen der Hausdiener ermöglichte. 
Zwischen dem Schlafzimmer des Hausherrn und den Quartieren der Dienerschaft befindet sich das Schlafzimmer eines Dauergastes, Louis Howe diente Roosevelt 22 Jahre als persönlicher Ratgeber und war darüber hinaus ein guter Freund der Familie. Neben dem Schlafzimmer der Besitzer, in welchem Franklin Delano Roosevelt junior 1914 geboren wurde, befinden sich zwei weitere Gästezimmer; gegenüber – neben der Treppe zum Untergeschoss – der Schlafraum der einzigen Tochter der Familie, Anna Eleanor. Ein Schulzimmer bildet den Übergang zum Anbau, in welchem sich die Schlaf- und Spielzimmer der weiteren Söhne befinden. Der hier in Richtung Nordwesten gelegene, überdachte Balkon bietet einen großartigen Ausblick auf Eastport.

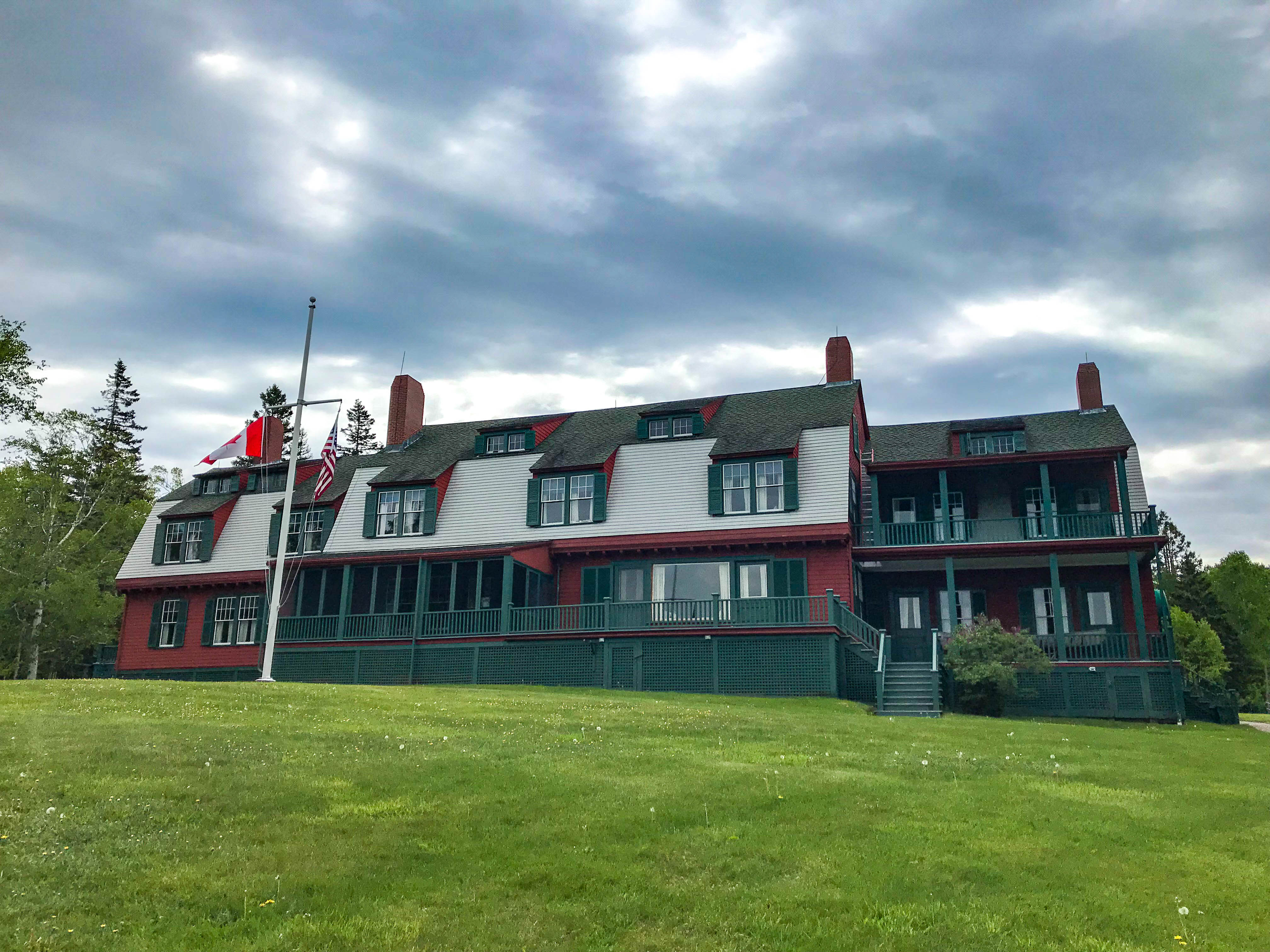
Sommerhaus (Nordansicht)

## Ausstattung
Von besonderem Interesse ist die Einrichtung des Hauses, welche teilweise dem Besitz der Roosevelts entstammt. Sinnvolle Ergänzungen wurden aus den übrigen Cottages auf dem Parkgelände vorgenommen.
Möbel aus geflochtener Weide, wie sie im Wohnzimmer und vereinzelt auch in anderen Räumen zu sehen sind, erfreuten sich um die Jahrhundertwende und den ersten Jahren des 20. Jahrhunderts in den Sommerhäusern der Ostküste großer Beliebtheit. Die im Speisezimmer befindlichen Teppiche wurden durch Einwohner von Campobello Island entworfen und geknüpft. 
Von besonderem Interesse sind die technischen Geräte, welche sich in der Küche und Speisekammer finden. Die Bedienung im Speisezimmer erfolgte von einem gesonderten Raum zwischen Küche und Speisezimmer – der sogenannten Butler Pantry – aus. Prägend für die große Küche ist der riesige Ofen, der einen beheizten Teil enthielt, um Speisen warm zu halten oder Brotteig aufgehen zu lassen. Daneben gibt es noch einen kleinen mit Kerosin betriebenen Ofen.
In der Speisekammer sind Küchenmöbel, Backformen und Küchengeräte ausgestellt, besondere Beachtung finden die Kühlschranke – hölzerne Boxen, in welchen verderbliche Waren auf Eis aufbewahrt wurden. Das Eis wurde im Winter von Einwohnern von Welshpool aus dem einige hundert Meter entfernten Glensevern Lake geschnitten und in einem gesonderten Eishaus auf Sägespänen aufbewahrt. 
Die im Osten gegenüber dem Dienstbotenaufgang gelegene Wäscherei gibt einen Eindruck von den damals verwendeten Geräten, neben einer hölzernen Waschmaschine finden sich eine Kaltmangel, ein Heizofen und verschiedene Waschbretter. Die persönliche Wäsche der Hausbewohner wurde hier gewaschen, Tisch- und Bettwäsche wurden außer Haus gereinigt. Das Trocknen der Wäsche erfolgte auf hölzernen Gestellen.
Neben dem aus New York mitgebrachten Hauspersonal – unter anderem ein Hauslehrer, eine Gouvernante und eine Krankenschwester – fanden auch Bewohner der Insel eine Beschäftigung im Haushalt der Roosevelts.

## Trivia
Die damalige Besitzerin des Anwesens – Sara Delano – ließ 1933 kurz vor dem ersten Besuch ihres Sohnes nach 12 Jahren, den Ofen in der Küche ersetzen – der Name des Geräts ist deutlich auf der Ofentür abzulesen – nämlich PRESIDENT!

## Gärten und Schutzgebiet
Die Gärten umgeben das Cottage und das Besucherzentrum, die Auswahl der Pflanzen zielt darauf ab, den Höhepunkt der Blüte in den Monaten Juli und August zu erzielen, da sich in diesem Zeitraum die meisten Besucher im Park aufhalten.
Die naturbelassenen Gebiete des Parks umgeben das Sommerhaus und grenzen jenseits der Provincial Road 774 direkt an den Herring Cove Provincial Park. Die Landschaft ist geprägt von Wäldern, Feldern, Mooren und felsiger Küste; wesentlich ist auch das durch den extremen Tidenhub in der Bay of Fundy entstehende Watt.